# Rochefort-sur-la-Côte
Rochefort-sur-la-Côte település Franciaországban, Haute-Marne megyében. Lakosainak száma 65 fő (2022. január 1.). Rochefort-sur-la-Côte Andelot-Blancheville, Briaucourt és Chantraines községekkel határos.

## Népesség
A település népessége az elmúlt években az alábbi módon változott:
| Lakosok száma | 69   | 68   | 75   | 65   | 55   | 58   | 64   | 64   | 64   | 65   |
|               | 1968 | 1982 | 1990 | 2006 | 2013 | 2015 | 2017 | 2019 | 2020 | 2022 |